# 트리오 불가르카
트리오 불가르카(불가리아어: Трио „Българка“)는 불가리아의 보컬 앙상블이다.
트리오 불가르카는 1975년 현재는 없어진 한니발 레이블을 통해 《Balkana: The music of Bulgaria》를 발매하면서 큰 인기를 얻었다. 피린 출신의 스토얀카 보네바, 스트란자 출신의 얀카 룹키나, 도브루자 출신의 에바 게오르기에바로 이루어져 있다. 다른 지방에서 온 배경은 음악에 더욱 특별한 사운드를 만들 수 있게 해주었다. 1987년 레코드 레이블 불가리아 발칸톤과 한니발에서 음반을 발매하였으며, 이듬해엔 조 보이드가 프로듀싱한 《The Forest Is Crying》이 출시되었다.
불가리아 국립 여성 합창단(Le Mystère des Voix Bulgares)의 일부로 1989년 《Le Mystère des Voix Bulgares, Volume Two》에 참여해 1989년 그래미상을 수상하였다.
트리오 불가르카는 케이트 부시의 1989년 음반 《The Sensual World》에서 〈Deeper Understanding〉, 〈Never Be Mine〉, 〈Rocket's Tail〉에 참여하였으며, 그 다음 음반인 1993년 작 《The Red Shoes》에서도 〈The Song of Solomon〉, 프린스가 참여한 〈Why Should I Love You?〉, 〈You're The One〉에 참여하였다. 부시는 1990년 1월 로스앤젤레스 타임스와의 인터뷰에서 "나는 그렇게 강렬한 창조적 수준의 여성들과 함께 일해본 적이 없다"라며 "스튜디오에서 이렇게 강한 여성의 에너지를 느끼는 건 이상한 일이다. 스튜디오에 있던 남자들의 반응을 보는 것이 흥미로웠다. 한 명의 여성이 아닌 매우 강한 여성의 존재가 있었다"고 극찬하였다.
트리오는 1990년대 말 해체하였으며, 에바 게오르기에바는 2004년 사망하였다.

## 디스코그래피
정규 음반
- The Forest Is Crying (Lament For Indje Voivode), Hannibal Records, 1988
- Bulgarka Vocal Trio, Balkanaton, 1989
- Folk Songs (Trio Bulgarka-Penev), Gega New, 1994

참여 음반
- The Sensual World – Kate Bush (1989)
- The Red Shoes – Kate Bush (1993)
- The Rough Guide to the Music of Eastern Europe (1999, World Music Network)